# Peter Turkson
Peter Kodwo Appiah kardinál Turkson (* 11. října 1948, Wassaw Nsuta) je ghanský římskokatolický kněz, arcibiskup Cape Coast a kardinál. V roce 2009 ho papež Benedikt XVI. jmenoval předsedou Papežské rady „Justitia et pax“. V souvislosti s vytvořením nového Dikasteria pro službu integrálnímu lidskému rozvoji (2016), byla tato papežská rada zrušena a spojena s dikasteriem, jehož prefektem byl jmenován kardinál Turkson.

## Dětství
Jeho otec byl katolík a jeho matka metodistka, která se stala katoličkou po svatbě. Měl strýce, který byl muslim. Je čtvrtým z deseti dětí, v současnosti má 30 synovců a neteří. Jde o děti jeho osmi bratrů a sester (John Kofi Turkson, jeden z jeho bratrů, zemřel při leteckém neštěstí v roce 2000). Jeho africké jméno Kodwo znamená v jeho mateřském jazyku „pondělí“. Podle místní tradice je každé dítě pojmenované podle dne v týdnu, v němž se narodilo. Z Turksonových devíti sourozenců se dva jmenují „pátek“ a tři „neděle“. Kardinál je jediný narozený v pondělí.

## Životopis
Studoval v seminářích v Ghaně i USA, kněžské svěcení přijal 20. července 1975, světitelem byl tehdejší arcibiskup Cape Coast John Kodwo Amissah. Rok působil jako profesor v semináři ve městě Amisano, poté odjel na doplňující studia do Říma. V roce 1980 získal licenciát z Písma svatého v Papežském biblickém institutu. Přednášel biblistiku v semináři svatého Petra v Pedu, byl vicerektorem tohoto semináře a duchovním v okolních farnostech. Během přípravy na získání doktorátu v Římě byl jmenován arcibiskupem arcidiecéze Cape Coast. Biskupské svěcení přijal 27. března 1993. Účastnil se jednání světového biskupského synodu ve Vatikánu, mj. zasedání na jaře 1994, které se věnovalo církvi v Africe. Účastní se také prací Konference biskupů Afriky a Madagaskaru.
Dne 21. října 2003 ho papež Jan Pavel II. jmenoval kardinálem. O šest let později, 24. října 2009 ho papež Benedikt XVI. jmenoval předsedou Papežské rady „Justitia et pax“. Na tomto místě nahradil kardinála Renata Martina, který odešel na odpočinek.
Poté, co papež Benedikt XVI. 11. února 2013 oznámil svou rezignaci, se o kardinálu Turksonovi začalo spekulovat jako o hlavním favoritovi následující volby Svatého otce, tzv. papabile, což se nakonec nepotvrdilo.